# Roger Dusseaulx
 (mai 2017).
Si vous disposez d'ouvrages ou d'articles de référence ou si vous connaissez des sites web de qualité traitant du thème abordé ici, merci de compléter l'article en donnant les références utiles à sa vérifiabilité et en les liant à la section « Notes et références ».
Roger Dusseaulx est un homme politique français né le 18 juillet 1913 à Paris et mort le 28 mai 1988 à Rosay-sur-Lieure.

## Biographie
Il est ingénieur agricole puis assureur-conseil. Il participe à la Résistance. 
À la Libération, il est membre des deux Assemblées constituantes (1945 et 1946) puis élu député MRP de Seine-Inférieure (Seine-Maritime actuelle). Le 26 juillet 1951, il est invalidé après avoir été réélu en tant que RPF.
La majorité « Troisième force » change la définition de la majorité absolue au détriment de l’élu du RPF et de deux communistes, permettant ainsi l’arrivée de Jean Lecanuet à l’Assemblée nationale.
Il est membre de la commission départementale des antiquités de la Seine-Inférieure en 1949.
Le 12 juillet 1952, il entre à l’Assemblée de l’Union française, dont il est membre jusqu'en 1958.
Dusseaulx revient au Palais Bourbon en 1958. Il est ministre chargé des relations avec le Parlement dans le gouvernement Georges Pompidou (1) du 15 avril au 16 mai 1962 puis ministre des Travaux publics, des Transports et du Tourisme dans le même gouvernement du 16 mai au 28 novembre 1962. Il préside le groupe Union pour la nouvelle République (UNR) de 1962 à 1963. Il est réélu député en novembre 1962 et siège jusqu'en 1973.
En outre, il est l'adjoint au maire de Rouen (Bernard Tissot) de 1959 à 1965 et est conseiller général du 4e canton de Rouen de 1961 à 1967. 
Il se suicide (officiellement) en 1988[réf. nécessaire].

## Distinctions
- Médaille de la Résistance française